# Jim Lau
Jim Lau est un acteur américain d'origine hong-kongaise.

## Filmographie

### Producteur
- 1984 : Mad Mission
- 1986 : Les Aventures de Jack Burton dans les griffes du Mandarin

### Acteur

#### Cinéma
- 1986 : Uphill All the Way : un ouvrier chinois
- 1986 : Les Aventures de Jack Burton dans les griffes du Mandarin : Chang Sing
- 1994 : The Final Option : le commandant en chef
- 1997 : The Pest : M. Cheung
- 2002 : Shui Hen : Manuel
- 2002 : The Third Wheel
- 2003 : Un couple d'enfer : l'artiste martial
- 2004 : Le Vol du Phœnix : le comédien de doublage
- 2005 : Quick Pick
- 2007 : Ping Pong Playa : M. Wang
- 2010 : The Boxer : le grand-père
- 2010 : The Trials of Kenneth
- 2010 : Burning Palms : Tak Bai
- 2011 : Guadalupe the Virgin : l'officier de police
- 2011 : Fortune Cookie Magic Tricks : Tong Chee Huang
- 2012 : The Equity Partners : Lee
- 2013 : Yes, And... : M. Ding
- 2024 : Horizon : Une saga américaine, chapitre 1 (Horizon: An American Saga – Chapter 1) de Kevin Costner
- 2024 : Horizon : Une saga américaine, chapitre 2 (Horizon: An American Saga – Chapter 2) de Kevin Costner

#### Télévision
- 1982 : Marco Polo
- 1983 : M*A*S*H : un musicien chinois (1 épisode)
- 1983 : La Petite Maison dans la prairie : le propriétaire (1 épisode)
- 1983 : Lottery! (1 épisode)
- 1984 : La croisière s'amuse (1 épisode)
- 1985 : Hôpital St Elsewhere : Dr Chin (1 épisode)
- 1985 : Falcon Crest : un observeur (2 épisodes)
- 1985 : Les Enquêtes de Remington Steele : le serveur chinois (1 épisode)
- 1985 : Rick Hunter : l'homme de M. Nim (1 épisode)
- 1986 : L'Homme qui tombe à pic : Kim (1 épisode)
- 1986 : Riptide (1 épisode)
- 1994 : SeaQuest, police des mers : Dr Wong Fay Hung (1 épisode)
- 1995 : The Larry Sanders Show : Peng Huang (1 épisode)
- 1996 : Les Simpson : le docteur de Hong Kong (1 épisode, Faux permis, vrais ennuis)
- 1996 : Dingue de toi : Professeur Cho (2 épisodes)
- 1997 : The Second Civil War : le membre du congrès chinois
- 1997 : Walker, Texas Ranger (1 épisode)
- 1997 : Gun : l'interprète chinois (1 épisode)
- 1997 : À la une : le livreur (1 épisode)
- 1997 : The Westing Game : James Shin Hoo
- 1997-1999 : Spawn : voix additionnelles (6 épisodes)
- 1998 : Une nounou d'enfer : M. Chung (1 épisode)
- 1998 : Millennium (1 épisode)
- 1998 : Les Anges du bonheur (2 épisodes)
- 1998 : Le Flic de Shanghaï : le garde et le serveur (2 épisodes)
- 1998-2003 : The Practice : Bobby Donnell et Associés : Dr Ming Hyan et Paul Ioki (2 épisodes)
- 1999 : Beverly Hills 90210 : l'inspecteur de la santé (1 épisode)
- 1999 : Premiers secours : le taxi (1 épisode)
- 1999 : Les Sept Mercenaires : l'oncle de Wo Chin (1 épisode)
- 1999 : Diagnostic : Meurtre : le caissier (1 épisode)
- 2000 : Sept jours pour agir (1 épisode)
- 2000 : Un meurtre parfait : Dr Henry Lee
- 2000 : Invisible Man (1 épisode)
- 2000 : American Tragedy : Dr Henry Lee
- 2000 : Buffy contre les vampires (1 épisode)
- 2000 : Providence : le père d'Anchee (3 épisodes)
- 2001 : Division d'élite (1 épisode)
- 2001 : When Billie Beat Bobby (en) : le dépositaire
- 2001 : The Chronicle (1 épisode)
- 2002-2009 : New York, section criminelle (2 épisodes)
- 2003 : Boston Public : M. Sam (1 épisode)
- 2003 : Dragnet (L.A. Dragnet) : Skip (1 épisode)
- 2003 : Los Angeles : Division homicide (1 épisode)
- 2003 : Firefly : le narrateur du théâtre de marionnettes (1 épisode)
- 2003 : Jake 2.0 (1 épisode)
- 2003 : Shérifs à Los Angeles : le clerc asiatique (1 épisode)
- 2004 : Oliver Beene : l'assistant chinois (1 épisode)
- 2004 : Monk : le propriétaire de Tolliver (1 épisode)
- 2004 : Threat Matrix : le pilote (1 épisode)
- 2005 : Dr House : Chou-Young Ling (1 épisode)
- 2005 : Une famille du tonnerre : Le Maître (1 épisode)
- 2005 : Six Feet Under : le chinois (1 épisode)
- 2005-2008 : Boston Justice : l'homme d'affaires chinois (3 épisodes)
- 2006 : Rodney : Lou Lu (1 épisode)
- 2006 : Thief (1 épisode)
- 2006 : Rêves et Cauchemars (1 épisode)
- 2006 : How I Met Your Mother : le chinois (1 épisode)
- 2006-2008 : Tout le monde déteste Chris : M. Fong et Wok (5 épisodes)
- 2007 : Big Love : le cuisinier (1 épisode)
- 2008 : Earl : le patron du magasin de maillots (1 épisode)
- 2008 : Sons of Anarchy : le cuisinier chinois (1 épisode)
- 2008 : Little Britain : le président chinois (1 épisode)
- 2009 : Better Off Ted : un ouvrier (1 épisode)
- 2009 : Flashforward : l'asiatique (1 épisode)
- 2010 : Kosher Pig : M. Li
- 2010 : Mon oncle Charlie : le chinois (1 épisode)
- 2012 : Luck : le joueur asiatique (1 épisode)
- 2012 : Grey's Anatomy : l'examinateur (2 épisodes)
- 2013 : Kroll Show : le banquier chinois (2 épisodes)

#### Jeux vidéo
- 2003 : Enter the Matrix : voix additionnelles
- 2005 : NARC : plusieurs personnages